# Krasniwka (przystanek kolejowy)
Krasniwka (ukr. Краснівка) – przystanek kolejowy w pobliżu miejscowości Kraśnianka, w rejonie winnickim, w obwodzie winnickim, na Ukrainie. Położony jest na linii Żmerynka – Odessa.